# Irwin Deutscher
Irwin Deutscher (* 24. Dezember 1923 in Brooklyn) ist ein US-amerikanischer Soziologe und emeritierter Professor an der University of Akron. 1964/65 amtierte er als Präsident der Society for the Study of Social Problems (SSSP).
Deutscher machte alle akademischen Abschlüsse an der University of Missouri, musste sein dort 1941 begonnenes Studium aber 1943 kriegsbedingt unterbrechen und wurde als Funker und Heckschütze in Marine-Kampfflugzeugen im südpazifischen Raum eingesetzt. Nach seiner Rückkehr an die Universität machte er 1949 ein Bachelor-Examen (Philosophie), dann 1953 zwei Master-Abschlüsse (Statistik und Soziologie). 1959 wurde er zum Ph.D. (Soziologie) promoviert.
Zwischen seinen Master-Abschlüssen und der Promotion war Deutscher Forschungsdirektor einer Gesundheits- und Wohlfahrtsorganisation in Kansas City, nach der Promotion wechselte er als Forschungsdirektor an das Syracuse University Youth Development Center. Von 1962 bis 1965 war er Direktor der gesamten Einrichtung, zudem war er Soziologieprofessor an der Syracuse University. 1968 wechselte er als Professor an die Case Western Reserve University und von dort 1975 an die University of Akron, wo er 1983 emeritiert wurde.

## Schriften (Auswahl)
- What we say/what we do. Sentiments & acts. Foresman, Glenview 1973, ISBN 067307806X.
- Making a difference. The practice of sociology. Transaction Publishers, New Brunswick 1999, ISBN 1560003596.
- Accommodating diversity. National policies that prevent ethnic conflict. Lexington Books, Lanham 2002, ISBN 0739104578.
- Preventing ethnic conflict. Successful cross-national strategies. Lexington Books, Lanham 2005, ISBN 0739109936.